# Bulbophyllum triste
Bulbophyllum triste là một loài phong lan thuộc chi Bulbophyllum.